# Bọ ngựa khổng lồ Nhật Bản
Tenodera aridifolia là một loài bọ ngựa trong phân họ Mantinae của họ Bọ ngựa, được Stoll miêu tả năm 1813. Đây là loài du nhập của Hoa Kỳ..
Các tên thường gặp của chúng bao gồm Bọ ngựa khổng lồ Nhật Bản,オオカマキリoo-Kamakiri ("bọ ngựa lớn") tại Nhật Bản, hoặc 왕사마귀 wang-samagwi ("bọ ngựa vua") tại Hàn Quốc, nhưng các phân loài Tenodera aridifolia angustipennis có nhiều tên thông thường khác nhau, bao gồm cả Bọ ngựa cánh hẹp,チョウセンカマキリchousen-Kamakiri ("bọ ngựa Hàn Quốc") ở Nhật Bản, hoặc 참 사마귀 cham-samagwi ("bọ ngựa thực sự") hoặc chỉ đơn giản là 사마귀 samagwi ("bọ ngựa") tại Hàn Quốc (trong tiếng Hàn 사마귀 có nghĩa là bọ ngựa và Tenodera angustipennis). Khoảng 200 nhộng sẽ nở ra từ một túi bào tử.

## Phạm vi
Nhật Bản (Hokkaido, Honshu, Shikoku, Kyushu và Tsushima), Đài Loan, Trung Quốc, Hàn Quốc, Đông Nam Á và phân loài Tenodera aridifolia angustipennis đã được giới thiệu với Hoa Kỳ.

## Phân loài
- Tenodera aridifolia aridifolia (Stoll, 1813)
- Tenodera aridifolia brevicollis (Breier, 1933)

## Hình ảnh khác

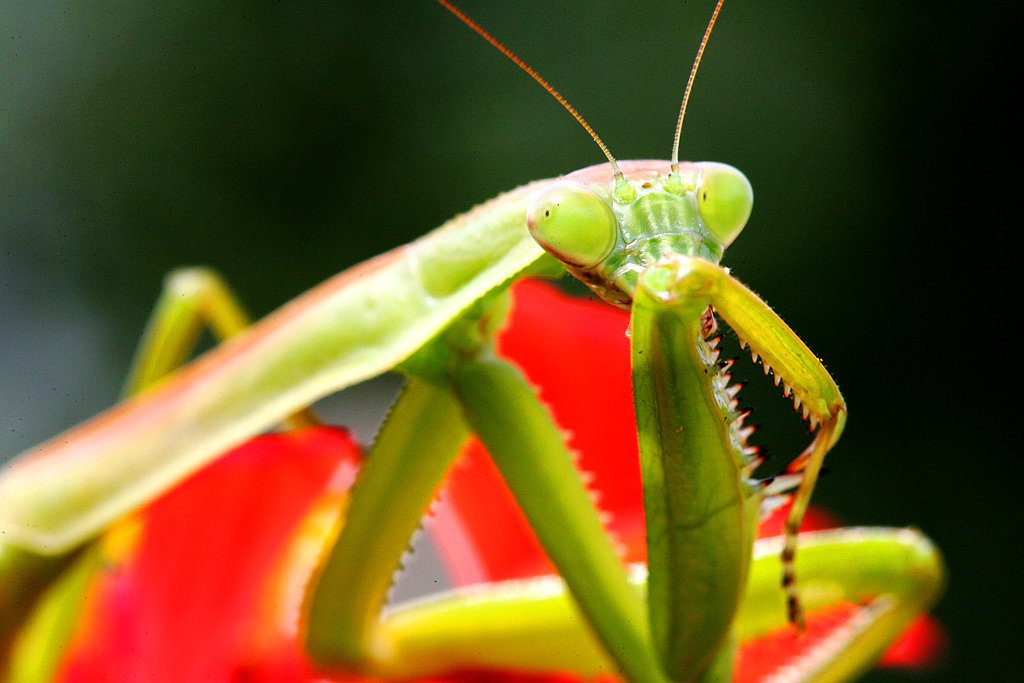
Tenodera aridifolia
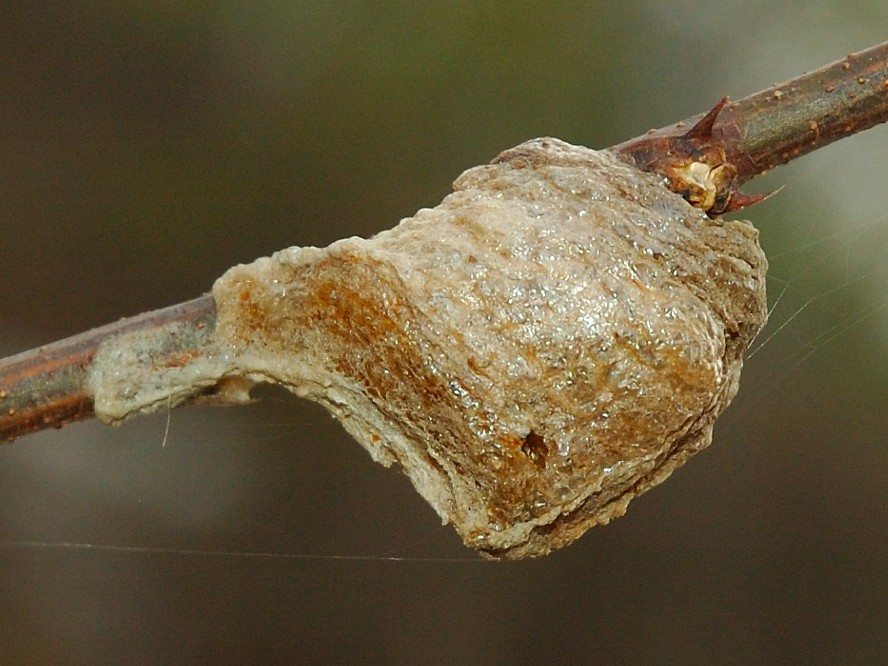
Tenodera aridifolia (not Tenodera angustipennis) ootheca
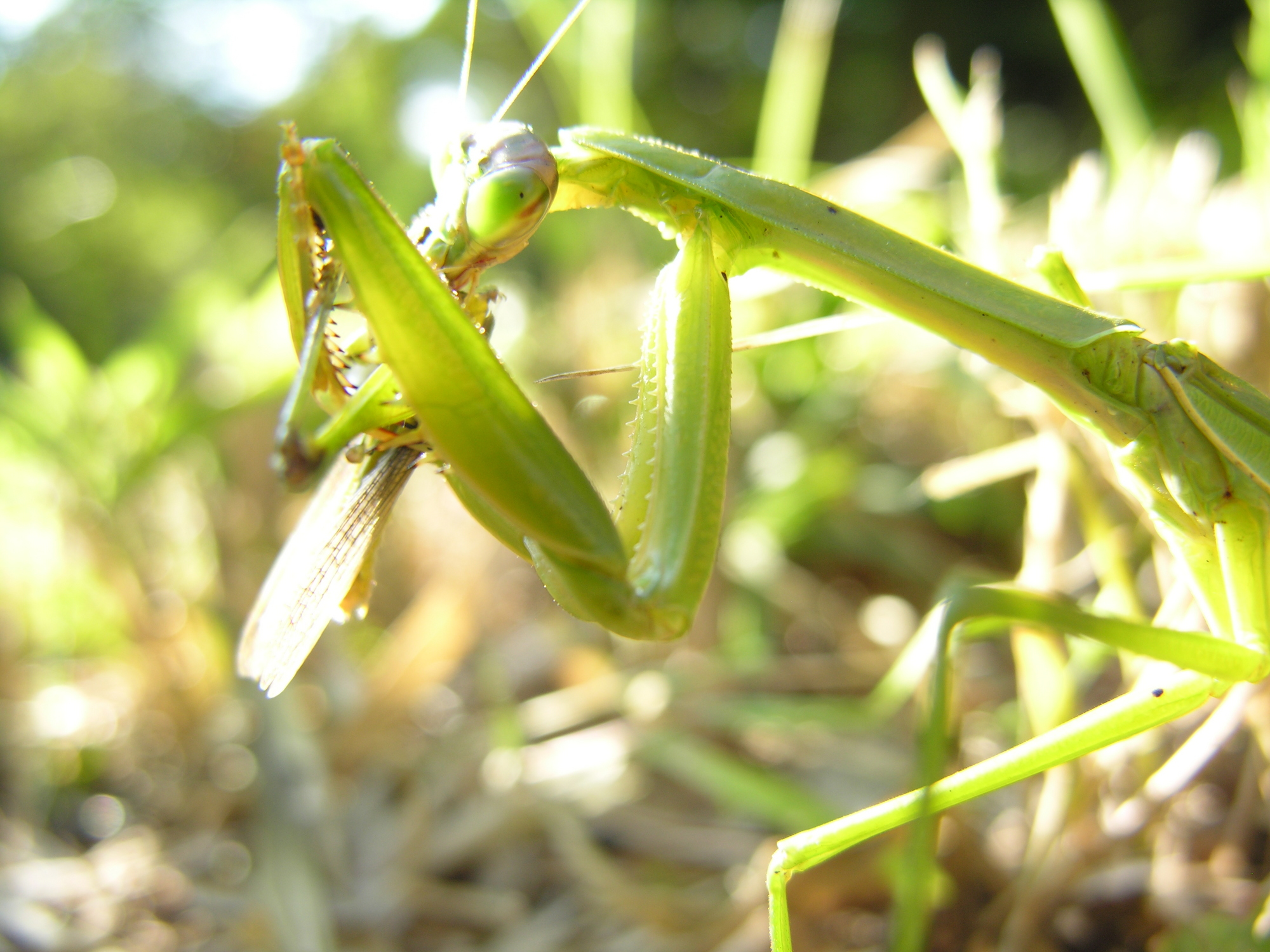
Adult female Tenodera aridifolia (not Tenodera angustipennis) eating locust Oxyinae
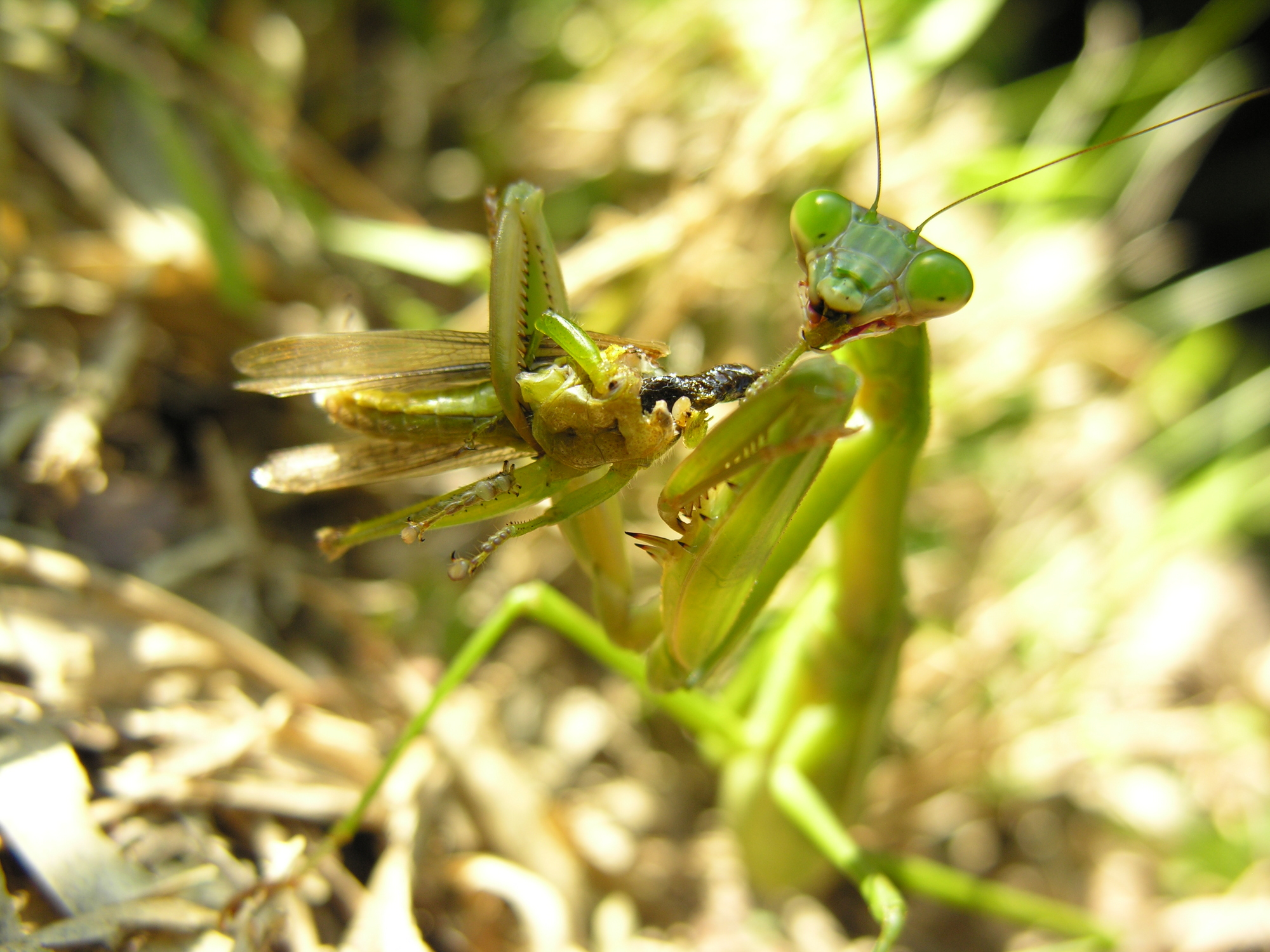
Adult female Tenodera aridifolia (not Tenodera angustipennis) eating locust Oxyinae
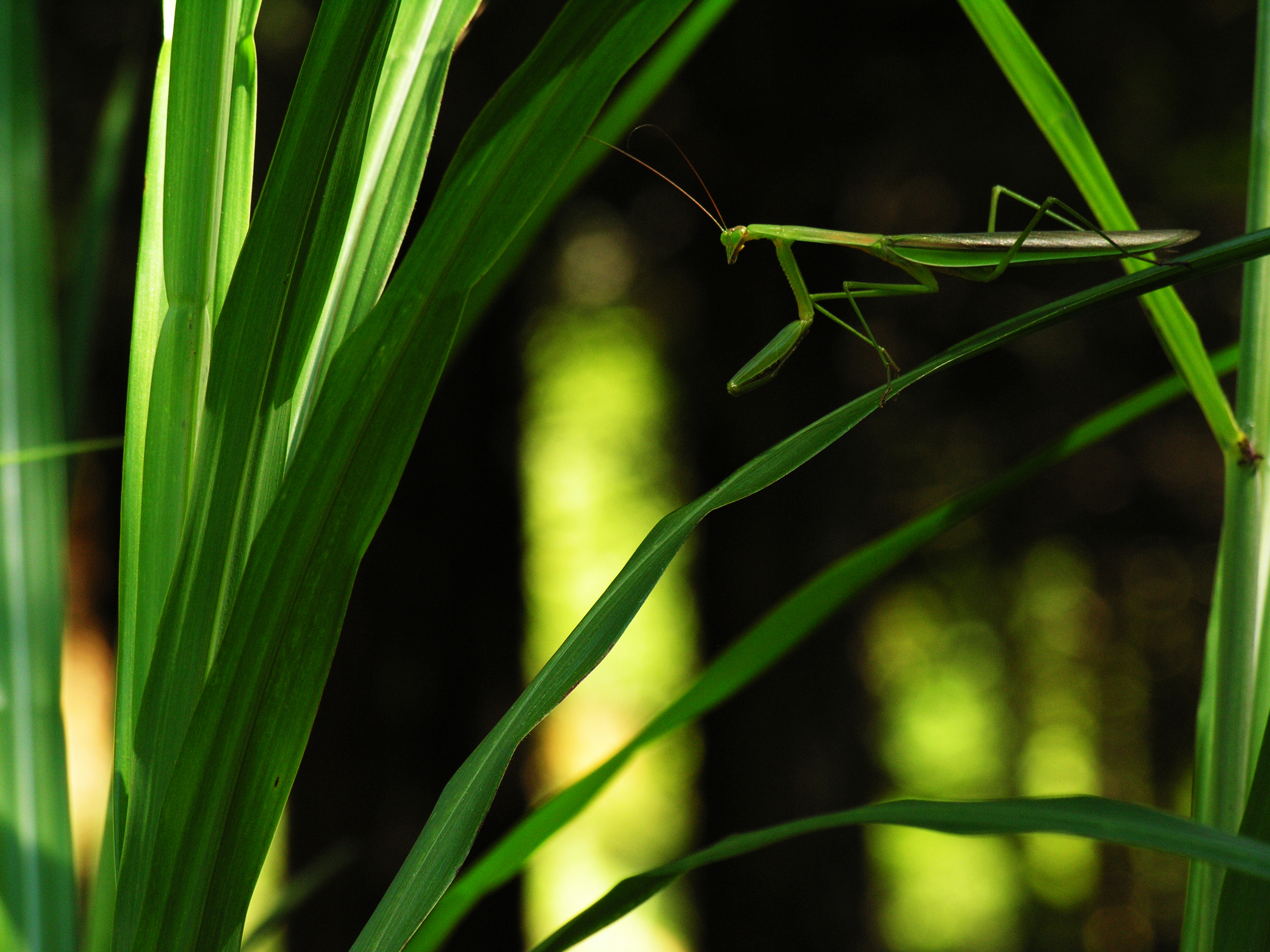
Adult male Tenodera aridifolia
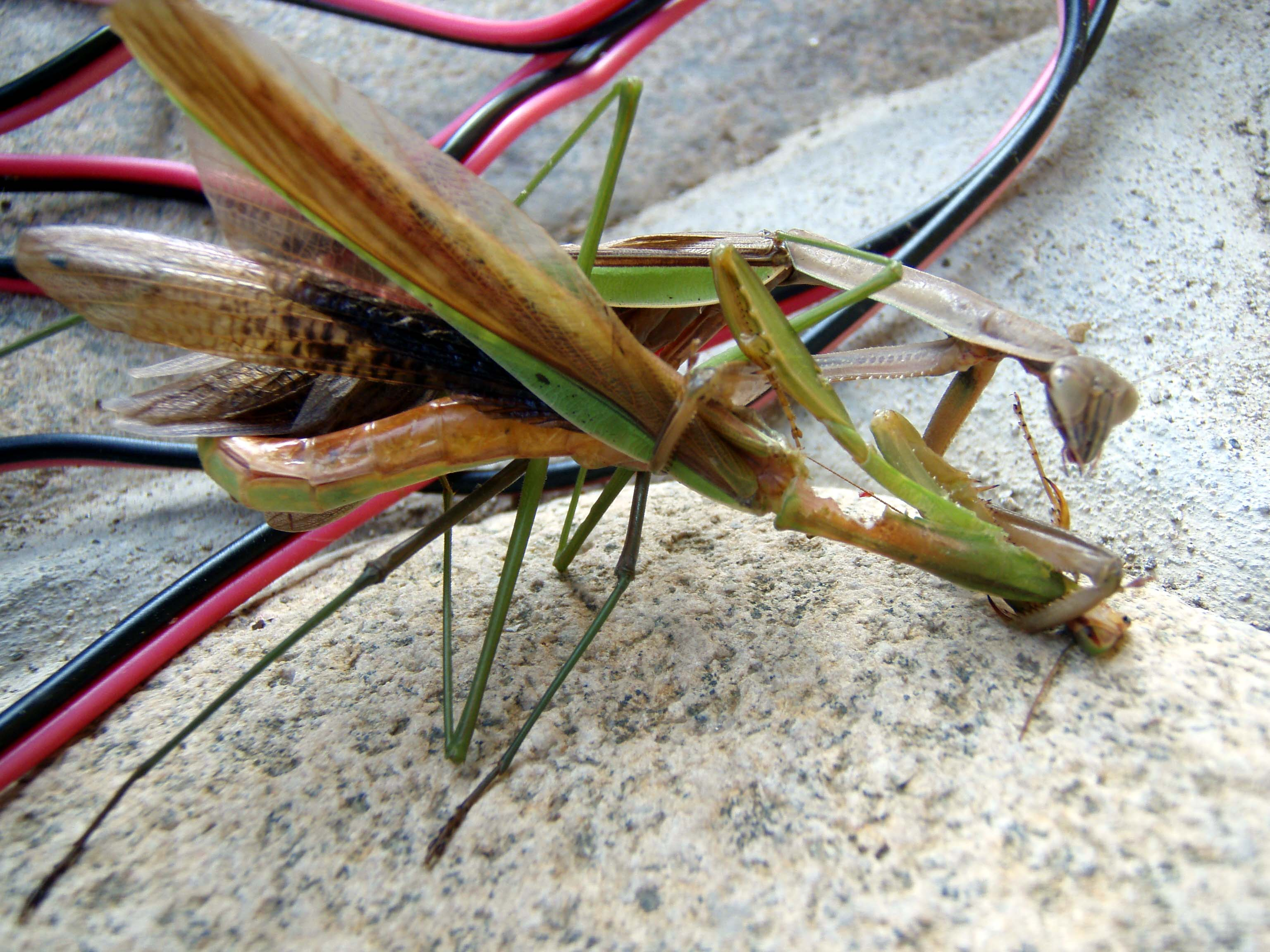
Adult female Tenodera aridifolia eating adult male Tenodera aridifolia (not Tenodera aridifolia angustipennis) while the male is trying to mate with the female
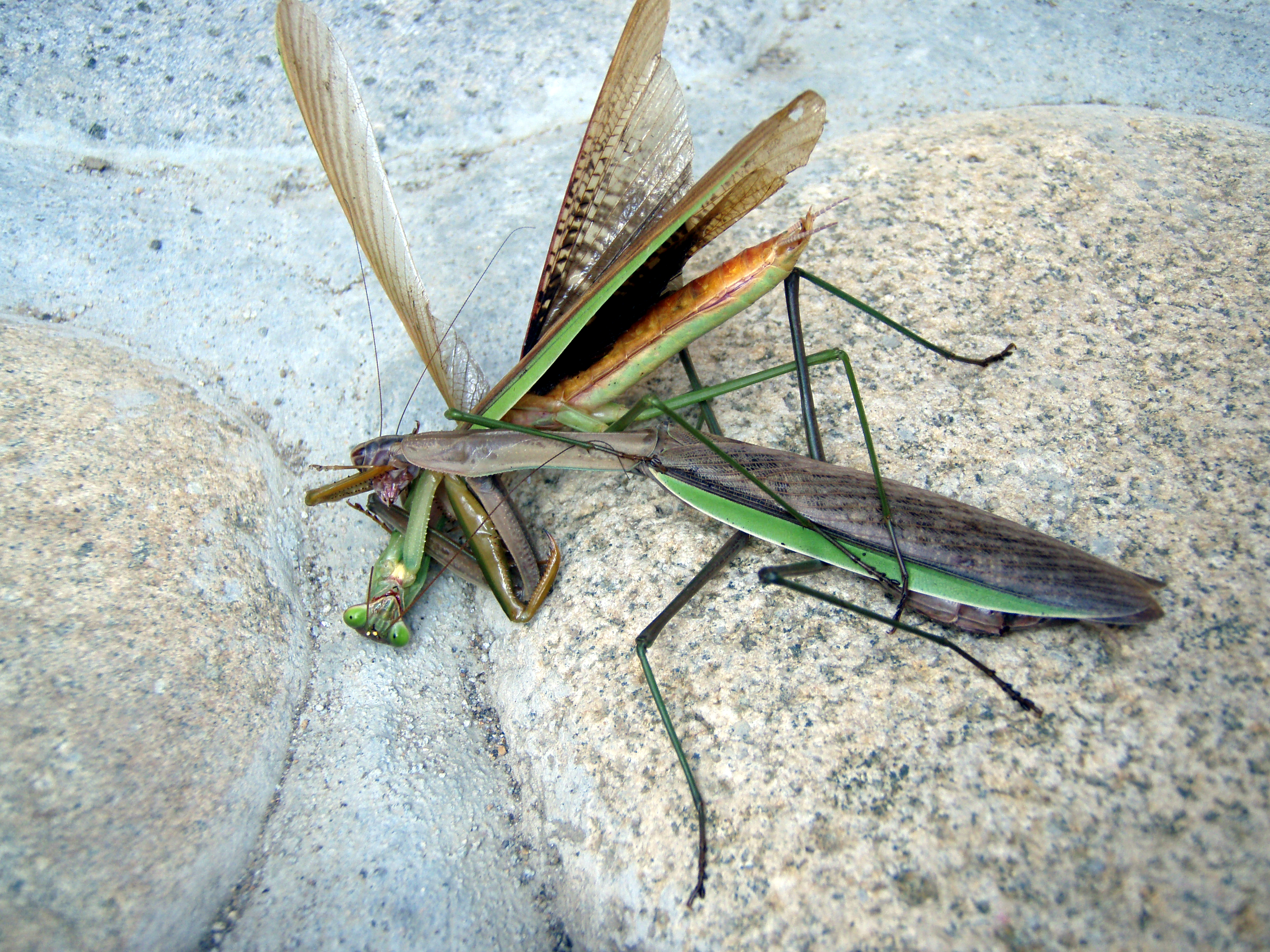
Adult female Tenodera aridifolia eating adult male Tenodera aridifolia (not Tenodera aridifolia angustipennis)
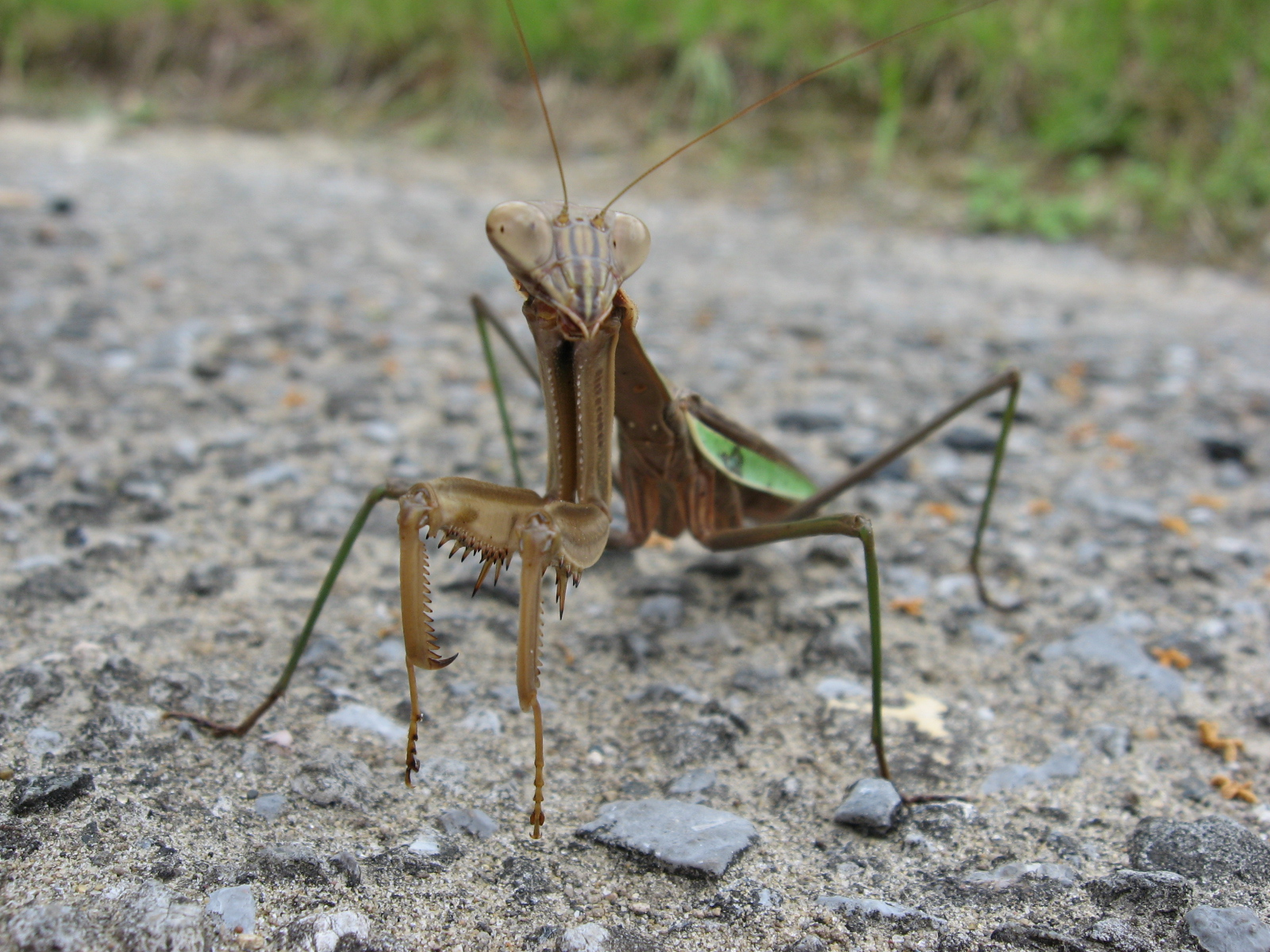
Adult Tenodera aridifolia
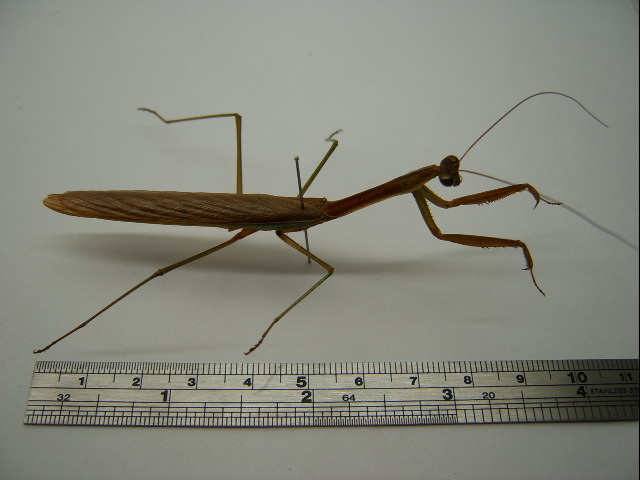
Adult male Tenodera aridifolia
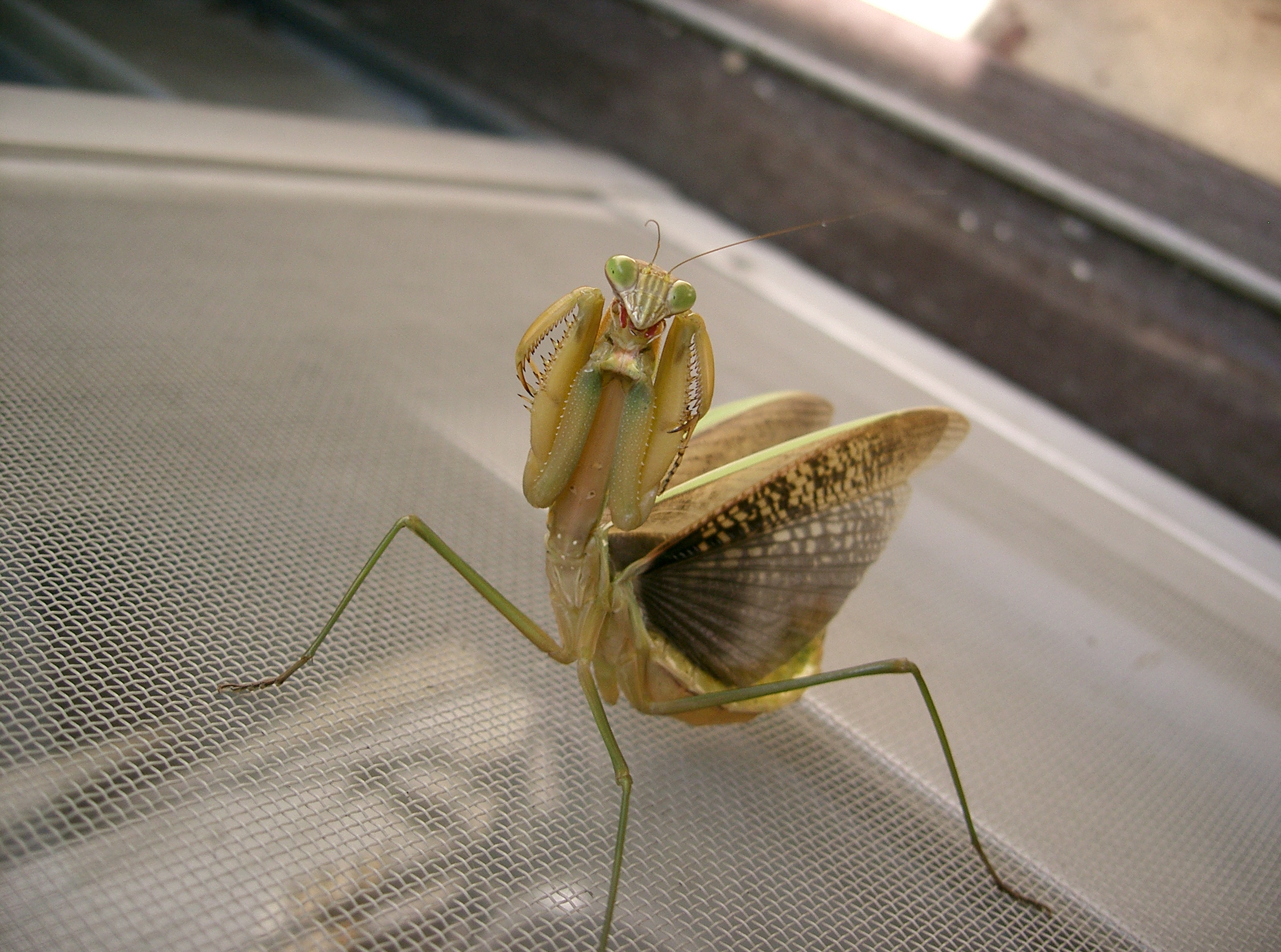
Adult female Tenodera aridifolia (not Tenodera angustipennis)
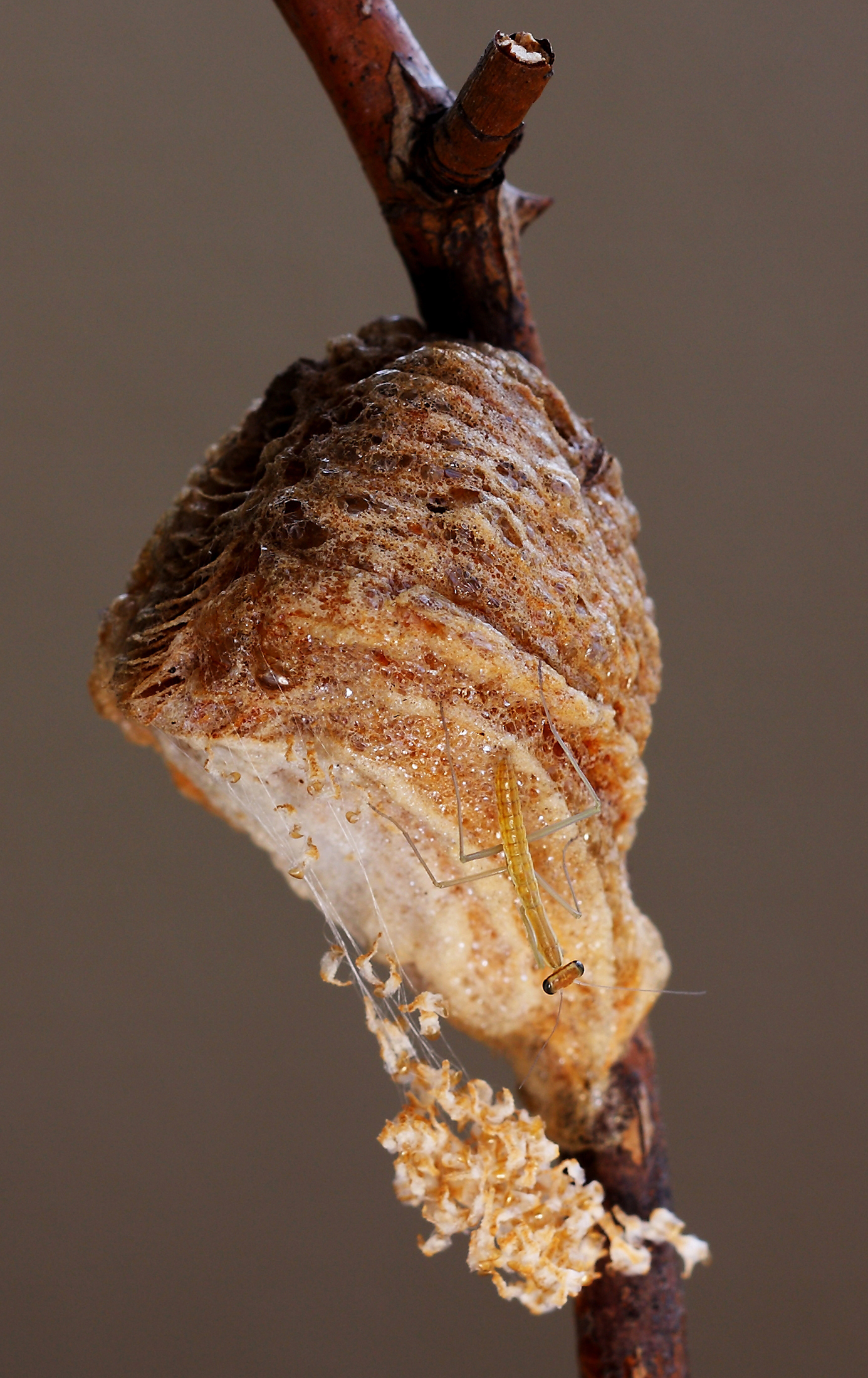
Tenodera aridifolia (not Tenodera angustipennis) ootheca that just hatched
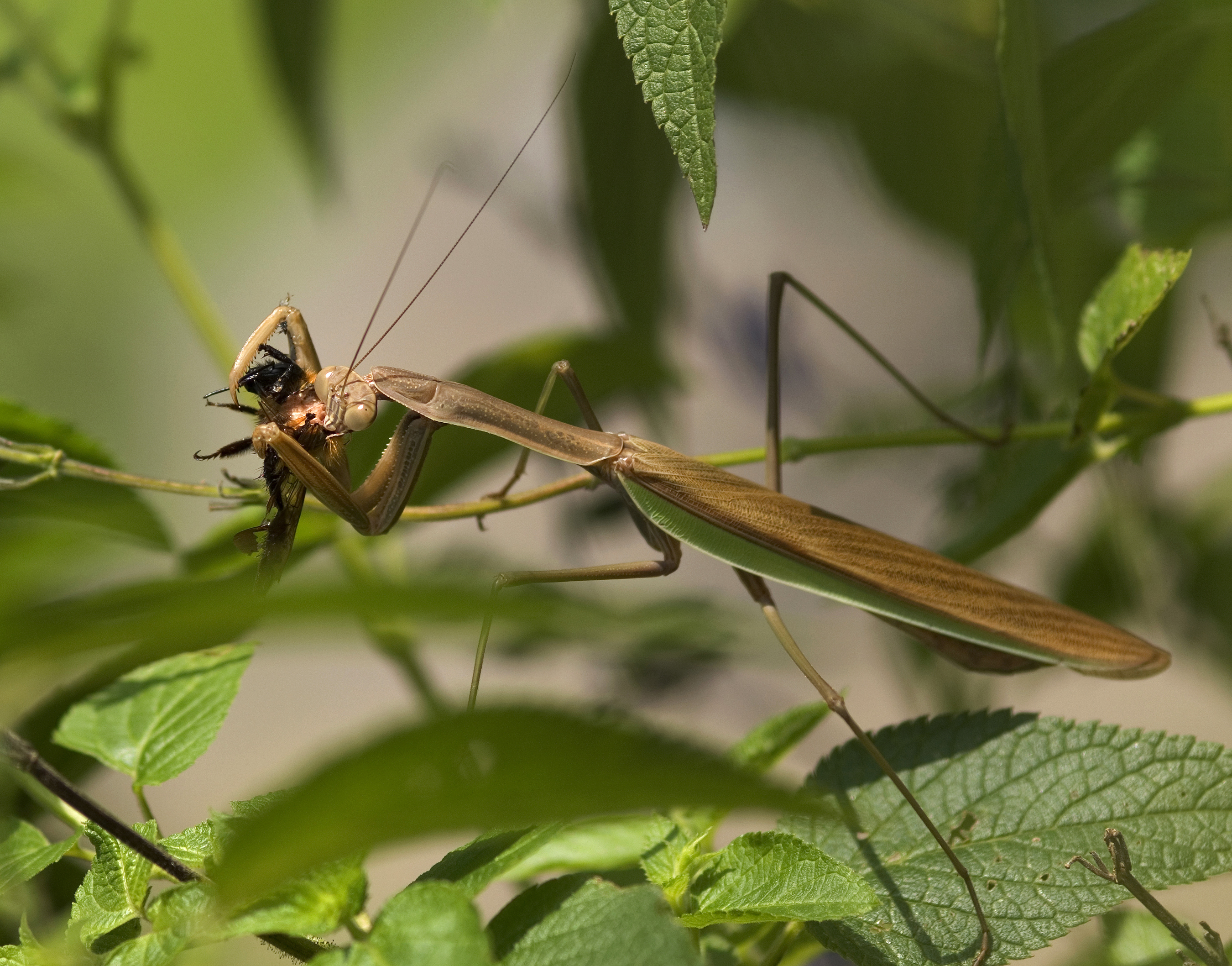
Adult male Tenodera aridifolia
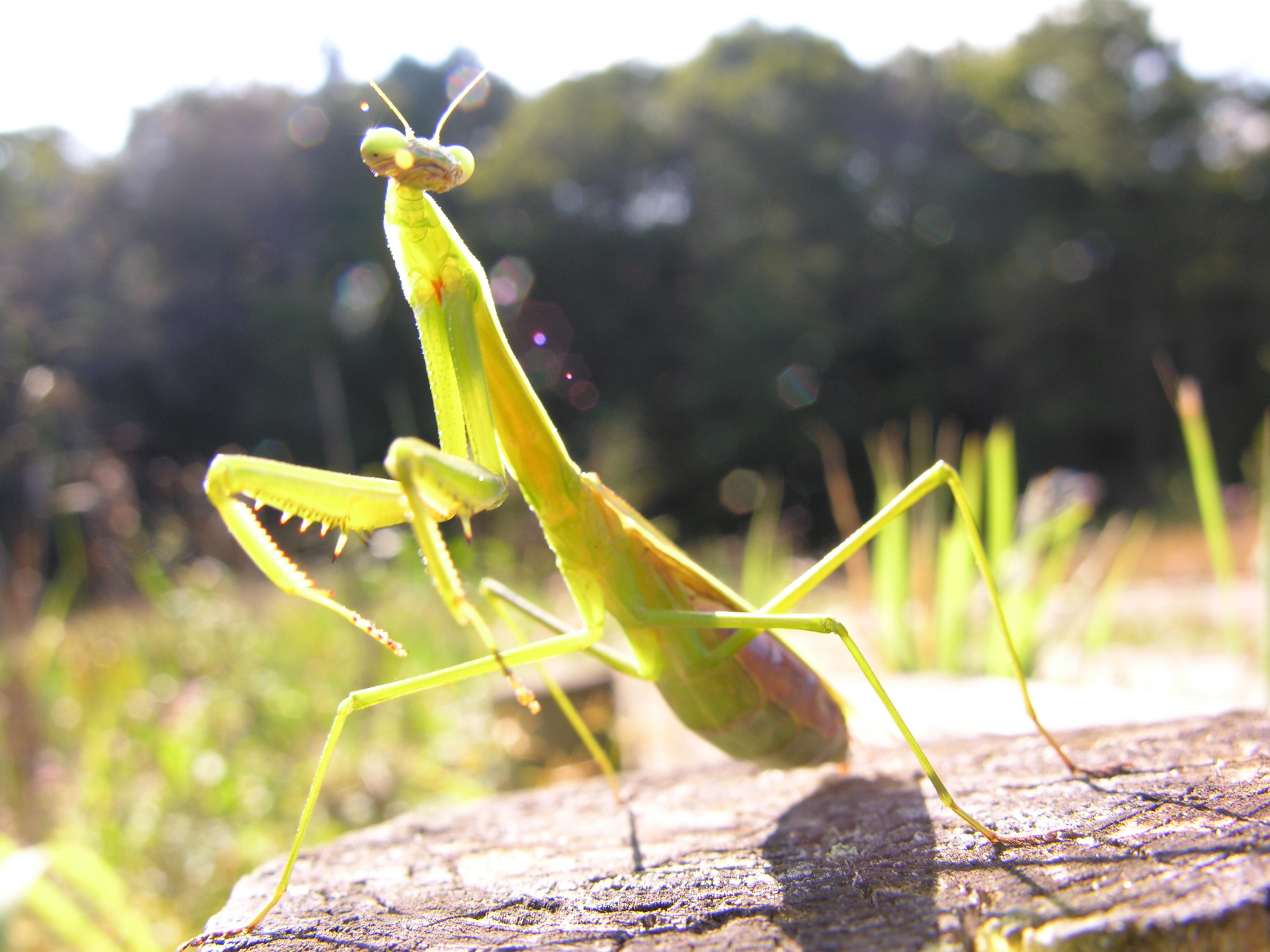
Adult female Tenodera angustipennis
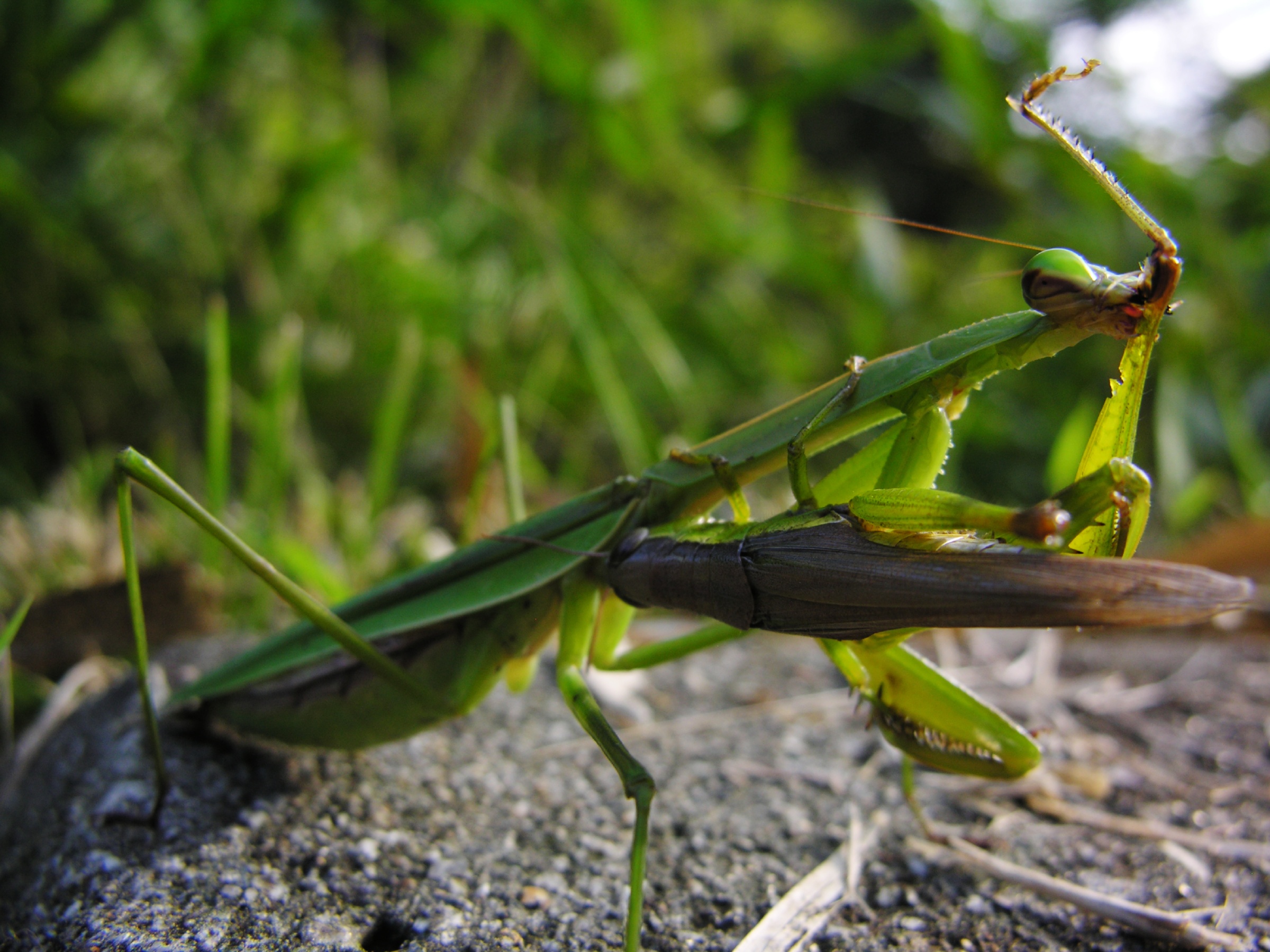
An adult female Tenodera angustipennis eating a female Oxya japonica
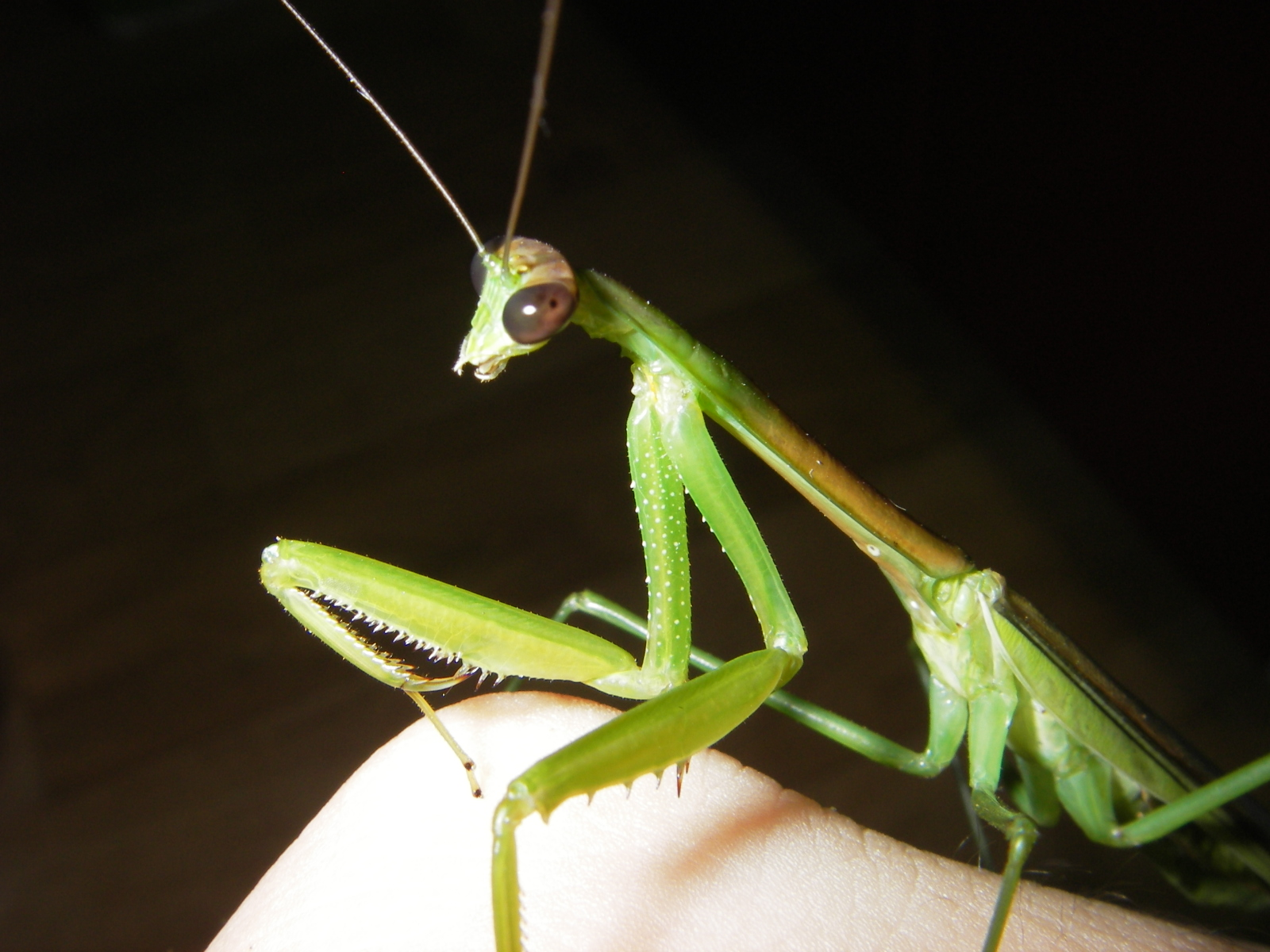
Adult male Tenodera angustipennis